# Ahrenshöft
Ahrenshöft település Németországban, Schleswig-Holstein tartományban. Lakosainak száma 549 fő (2023. december 31.).

## Népesség
A település népességének változása:
| Lakosok száma | 414  | 494  | 516  | 516  | 523  | 540  | 549  |
|               | 1975 | 2014 | 2017 | 2019 | 2021 | 2022 | 2023 |